# CA Argentino (Merlo)
Club Atlético Argentino jest argentyńskim klubem piłkarskim z siedzibą w mieście Merlo, wchodzącym w skład zespołu miejskiego Buenos Aires.

## Osiągnięcia
- Mistrz czwartej ligi argentyńskiej (4):
  - Primera División D: 1985
  - Primera C Metropolitana: 1998 Apertura, 1999 Clausura, 2001 Apertura

## Historia

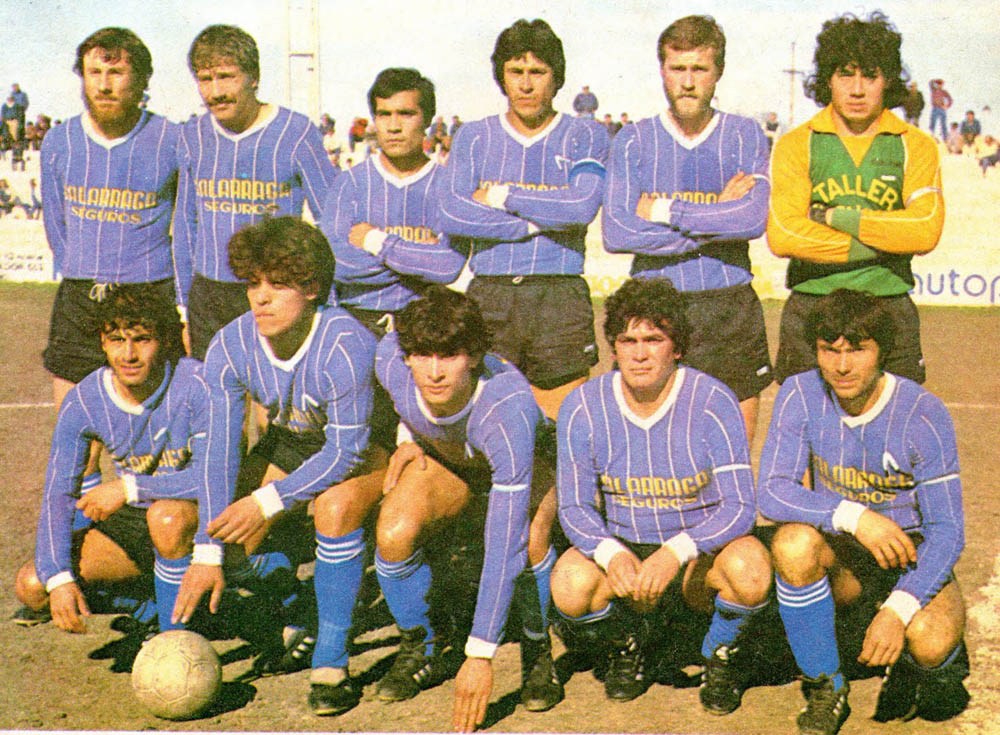
Skład klubu w 1985 roku

Klub założony został 30 sierpnia 1906 roku przez grupę pracowników kolejowych ze stacji Estacion Merlo. Obecnie Argentino de Merlo gra w czwartej lidze argentyńskiej Primera C Metropolitana.